# QPI-1007
QPI-1007 (internationaler Freiname Cosdosiran) ist ein experimenteller Arzneistoff aus der Gruppe der RNAi-Therapeutika zur Behandlung der nichtarteritischen anterioren ischämischen Optikusneuropathie.

## Eigenschaften
QPI-1002 ist eine RNA, die an die mRNA von Caspase 2 bindet und durch RNA-Interferenz zu einem Gen-Knockdown der Caspase 2 führt. Es befand sich im Jahr 2017 in klinischen Studien der Phase 3. Die Applikation erfolgt durch Injektion in den Glaskörper.